# فربانکس (ایندیانا)
فربانکس (به انگلیسی: Fairbanks) یک منطقهٔ مسکونی در ایالات متحده آمریکا است که در شهرستان سولیوان، ایندیانا واقع شده‌است. فربانکس ۱۷۰ متر بالاتر از سطح دریا واقع شده‌است.